# Un monde un peu meilleur
Un monde un peu meilleur est un album de bande dessinée, le premier des nouvelles aventures de Lapinot, où Lewis Trondheim remploie après 13 années d'absence, Lapinot, dont la dernière apparition datait de La vie comme elle vient, sortie en 2004. L'éditeur change aussi, passant de Dargaud à L'Association. Un second album fera suite en 2019 : Les Herbes folles.
Lewis Trondheim élude rapidement la question de la résurrection dans les premières pages, et ne reste comme séquelle qu'un t-shirt avec une tête de mort à l'effigie du héros, comme on le voit d'ailleurs dès la couverture[Interprétation personnelle ?].